# Soleneiscus radovani
Soleneiscus radovani is een sponssoort in de taxonomische indeling van de kalksponzen (Calcarea). De spons leeft in de zee en zijn steencel bestaat uit calciumcarbonaat.
De spons behoort tot het geslacht Soleneiscus en behoort tot de familie Soleneiscidae. De wetenschappelijke naam van de soort werd voor het eerst geldig gepubliceerd in 1999 door Wörheide & Hooper.